# 光荣弹

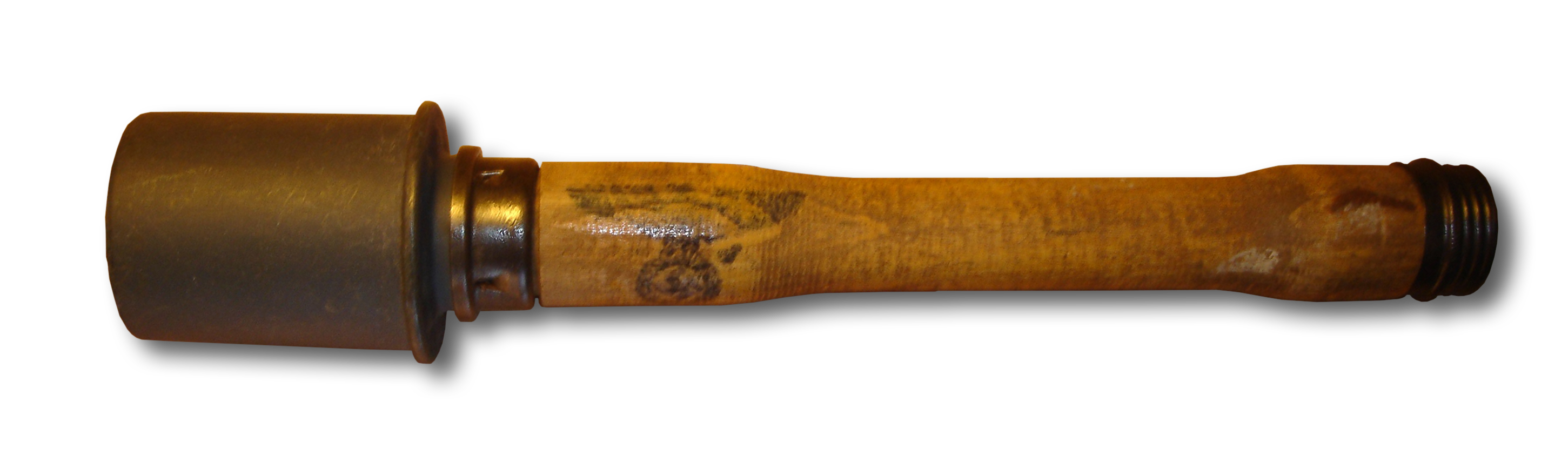
木柄手榴弹是光荣弹的常见形式之一

光荣弹是历史上中国共产党所领导的军队士兵在发生弹尽粮绝等无法脱困的情况下所使用的一种自杀攻击手段，意图在失去最后的反抗手段时与敌军同归于尽。光荣弹的使用最早可以追溯至中国工农红军时期，此后在抗日战场以及第二次国共内战期间亦有被零星使用过。
截至2025年3月14日，光荣弹最近有记录的成建制使用是在中越边境纷争期间的老山战役。此时所使用的光荣弹主要型号为82-1式无柄手榴弹。当时每位参战士兵在进入前线之前都会收到一枚光荣弹，通常悬挂于胸口。由于当时的老山战线异常血腥，且越军存在虐俘行为，故相当一部分解放军士兵为避免成为俘虏而将之视作最后的保护伞。